# Социалистическая партия (Швеция, 1971)
Социалисти́ческая па́ртия, СП (швед. Socialistiska partiet) — шведская политическая партия, секция Четвёртого интернационала. Входит в сеть Европейских антикапиталистических левых. Имела официальную регистрацию для участия в парламентских выборах, пока в 2019 году не была реорганизована из политической партии в «экосоциалистическую организацию» под названием «Социалистическая политика» (швед. Socialistisk politik). Ныне она призывает своих членов вступать в Левую партию. 

## Краткая история
Партия была создана в 1971 году в результате объединения организации «Революционные марксисты» (РМ, Revolutionära Marxister, создана в 1969 году как секция Четвёртого интернационала) и Большевистской группы (Bolsjevikgruppen). Изначально называлась Революционная марксистская лига (Revolutionära Marxisters Förbund). На пятом конгрессе, проходившем в 1975 году, организация приняла название Коммунистическая рабочая лига (Kommunistiska Arbetarförbundet). Нынешнее название с 1982 года. В 1990-х из партии вышли две группы — первая присоединилась к Pathfinder tendency, а вторая вошла в Лигу за Пятый интернационал.

## Деятельность
Издаёт еженедельную газету «Internationalen» («Интернационал»). Действует организация «Социалистическая молодёжь» (Ungsocialisterna).
Участвовала во всех общенациональных выборах, начиная с 1973 года. Лучшего результата добилась в 1985 году, получив поддержку 16 247 избирателей. Имеет представителей в четырёх муниципальных советах.
Известный писатель Стиг Ларссон был членом партии до 1987 года.